# Chilomeniscus savagei
Chilomeniscus savagei là một loài rắn trong họ Rắn nước. Loài này được Cliff mô tả khoa học đầu tiên năm 1954.